# Sonegaon (Nipani)
Sonegaon (Nipani) là một thị trấn thống kê (census town) của quận Nagpur thuộc bang Maharashtra, Ấn Độ.

## Nhân khẩu
Theo điều tra dân số năm 2001 của Ấn Độ, Sonegaon (Nipani) có dân số 11.804 người. Phái nam chiếm 53% tổng số dân và phái nữ chiếm 47%. Sonegaon (Nipani) có tỷ lệ 82% biết đọc biết viết, cao hơn tỷ lệ trung bình toàn quốc là 59,5%: tỷ lệ cho phái nam là 87%, và tỷ lệ cho phái nữ là 77%. Tại Sonegaon (Nipani), 9% dân số nhỏ hơn 6 tuổi.